# 大塚尚司
大塚 尚司（おおつか しょうじ、1958年 - ）は、日本の実業家、株式会社オリコム代表取締役社長、NPO法人エリースフットボールクラブ理事長。

## 人物・経歴
1958年生まれ。1982年3月、立教大学経済学部卒業。同年4月オリコミ（現オリコム）入社。メディア本部ラジオテレビ局長などを経て、2009年取締役営業本部長。常務取締役を経て2015年4月に代表取締役社長就任。2021年、特定非営利活動法人エリースフットボールクラブ理事長。